# Mark Frutkin
Mark Frutkin, né en 1948 à Cleveland en Ohio, est un romancier, poète et essayiste canadien.

## Biographie
Mark Frutkin détient un baccalauréat de l’Université Loyola de Chicago en plus d'avoir  étudié en Italie. Il enseigne ensuite la création littéraire à l'Université Carleton et aux universités d'Ottawa, du Nouveau-Brunswick et de Western Ontario. Il vit maintenant à Ottawa.
Frutkin publie plusieurs livres de fiction, de poésie ainsi qu'un essai en plus de signer plusieurs textes dans des revues canadiennes et étrangères. Son travail est connu au Canada, aux États-Unis, en Angleterre, en Hollande, en Inde, en Espagne, en Pologne, en Russie, en Corée du Sud ainsi qu'en Turquie.
Il fait paraitre plusieurs titres dont Atmospheres Apollinaire (Beach Holme Pub., 1998), Fabrizio's Return (Knopf Canada;a, 2006) traduit de l'anglais par Catherine Leroux sous le titre Le saint patron des merveilles (Alto, 2017) ainsi que A message for the emperor (Véhicule Press, 2012),,,.    
En poésie, il publie The Alchemy Of Clouds (Lane Editions, 1985), Acts Of Light (Cormorant Books, 1992), Iron Mountain (Dundurn Press, 2001) ainsi que Hermit Thrush (Quattro Books, 2016). Comme essayiste, il fait paraitre Colourless Green Ideas Sleep Furiously (Quattro Books, 2012).
En 1988, Mark Frutkin est finaliste au Prix du Gouverneur général, au Prix Trillium ainsi qu'au Prix du livre d'Ottawa-Carleton. En 2007, il est récipiendaire du Prix Trillium du meilleur livre en Ontario ainsi que du Prix Sunburst pour la littérature canadienne du fantastique. La même année, il est également finaliste du Prix du Commonwealth,,.

## Œuvres

### Fiction
En anglais
- Invading Tibet, Toronto, Random House of Canada, 1991, n.p.  (ISBN 978-0939149742 et 0939149745)
- In The Time Of The Angry Queen, Toronto, Random House Canada, 1993, n.p. (ISBN 978-0394223148 et 0394223144)
- Opening passages, Wolfe Lake, M. Frutkin, cop, 1977, 25 p. (ISBN 0969073607)
- The Growing dawn : documentary fiction, Montréal, Quadrant Editions, cop. 1983, 167 p. (ISBN 0864950233)
- The Lion Of Venice, Toronto, Dundurn Press, 1997, 224 p. (ISBN 0888783787 et 978-0888783783)
- Atmospheres Apollinaire, Vancouver, Beach Holme Pub., 1998, 217 p. (ISBN 0888783914)
- Slow lightning, Vancouver, Raincoast Books, 2001, 194 p. (ISBN 1551924064)
- Fabrizio's Return, Toronto, Knopf Canada;a, 2006, 320 p. (ISBN 978-0676977288 et 0676977286)
- Erratic north : a Vietnam draft resister's life in the Canadian bush, Toronto, Dundurn Press, 2008, 236 p. (ISBN 978-1-55002-786-0 et 1550027867)
- Walking backwards : grand tours, minor visitations, miraculous journeys, Toronto, Dundurn Press, 2011, 218 p. (ISBN 9781554889327 et 1554889324)
- A message for the emperor, Montréal, Véhicule Press, 2012, 188 p. (ISBN 9781550653366)
- The Rising Tide, Ontario, The Porcupine's Quill, 2018, n.p.
- Where Angels Come to Earth, Montreal, Longbridge Books, 2019, n.p.

En français
- Le Saint Patron des merveilles, traduit de l'anglais par Catherine Leroux, Québec, Alto, 2017, 393 p. (ISBN 9782896943067)

### Poésie
En anglais
- The Alchemy Of Clouds, Fredericton, Lane Editions, 1985, 60 p. (ISBN 978-0864920607 et 0864920601)
- Acts Of Light, Ontario, Cormorant Books, 1992, n.p. (ISBN 978-0920953709 et 0920953700)
- Iron Mountain, Toronto, Dundurn Press, 2001, 112 p. (ISBN 978-0888784247 et 0888784244)
- Hermit Thrush, Toronto, Quattro Books, 2016, 76 p.  (ISBN 9781927443798)

### Essai
En anglais
- Colourless Green Ideas Sleep Furiously, Toronto, Quattro Books, 2012, 140 p. (ISBN 978-1926802961 et 1926802969)

## Prix et honneurs
- 1988 - Finaliste : Prix du Gouverneur général (pour Atmospheres Apollinaire)
- 1988 - Finaliste : Prix Trillium (pour Atmospheres Apollinaire)
- 1988 - Finaliste : Prix du livre d'Ottawa-Carleton (pour Atmospheres Apollinaire)
- 2007 - Récipiendaire : Prix Trillium du meilleur livre en Ontario (pour Fabrizio's Return)[6]
- 2007 - Récipiendaire : Prix Sunburst pour la littérature canadienne du fantastique (pour Fabrizio's Return)
- 2007 - Finaliste : Prix du Commonwealth (pour Fabrizio's Return)[7]